# Saratovska oblast
Saratovska oblast (rusko Сара́товская о́бласть) je oblast v Rusiji v Privolškem federalnem okrožju. Na severu meji na Penzensko, Uljanovsko, Samarsko in Orenburško oblast, na vzhodu na Kazahstan, na jugu na Volgograjsko oblast in na zahodu na Voroneško ter Tambovsko oblastjo. Skupna dolžina meje je 3500 km. Ustanovljena je bila 5. decembra 1936 prek Saratovskega kraja.